# انچ‌پل
انج‌پل ، روستایی از توابع بخش مرکزی شهرستان آمل در استان مازندران ایران است.

## جمعیت
این روستا در دهستان پایین‌خیابان لیتکوه قرار داشته و براساس آخرین سرشماری مرکز آمار ایران که در سال ۱۳۸۵ صورت گرفته، جمعیت آن ۳۱۰ نفر (۷۹ خانوار) بوده‌است.